# Robert Sparr
Robert Sparr (* 10. September 1915; † 28. August 1969 in Colorado) war ein US-amerikanischer Filmregisseur, Filmeditor und Drehbuchautor.
Sparrs Karriere war relativ kurz und umfasst die Jahre 1952 bis 1969. Zunächst war er ab 1952 als Editor tätig und war am Schnitt von Serien wie Rauchende Colts, Maverick und Verrückter wilder Westen beteiligt. Für seine Arbeit an Maverick war er 1958 und 1959 jeweils für den Emmy nominiert.
Ab 1959 wandte er sich zusehends der Regie zu. Er inszenierte Folgen bei Fernsehserien wie Lassie, Perry Mason, Bonanza, Batman und Raumschiff Enterprise.
Robert Sparr starb im Alter von 53 Jahren bei einem Flugzeugabsturz.

## Filmografie (Auswahl)
als Regisseur
- 1959–1960: Lawman (Fernsehserie)
- 1960–1962: Cheyenne (Fernsehserie)
- 1961–1963: Hawaiian Eye (Fernsehserie)
- 1967–1968: Die Seaview – In geheimer Mission (Voyage to the Bottom of the Sea, Fernsehserie)
- 1968: Killer Cain (More Dead Than Alive)
- 1967–1969: Lassie (Fernsehserie)
- 1969: Wenn dich dein Mörder küßt (Once You Kiss a Stranger…)

als Editor
- 1957–1958: Maverick (Fernsehserie)
- 1965–1966: Verrückter wilder Westen (Wild Wild West), (Fernsehserie)
- 1966: Rauchende Colts (Gunsmoke), (Fernsehserie)